# Église Sainte-Anne de Moult
L'église Sainte-Anne de Moult est une église catholique située à Moult-Chicheboville, en France .

## Localisation
L'église est située dans le département français du Calvados, sur le territoire de la commune déléguée de Moult.

## Historique
L'édifice date du XIIe, en particulier le chœur.
Arcisse de Caumont notait en 1850 que le chœur était plus haut que la nef qui n'avait pas de caractère selon ses critères : la nef actuelle a été remplacée, ainsi qu'il était question.
Le chœur de l'édifice est inscrit au titre des monuments historiques le 4 octobre 1932.

## Architecture
Arcisse de Caumont considère que le chœur est du XIIe et appartient au style roman. Deux fenêtres à plein cintre et bouchées sont situées sur le chevet de l'église masquées en partie par la sacristie. Le mur sud possède visibles à l'extérieur des arcatures en plein cintre pour certaines, en ogives pour les autres. Arcisse de Caumont considère que le choix des ogives est lié au manque de place car si les deux zones sont de même largeur, celle des ogives possède une porte.
Arcisse de Caumont considère que « le reste de l'église a peu d'intérêt ».

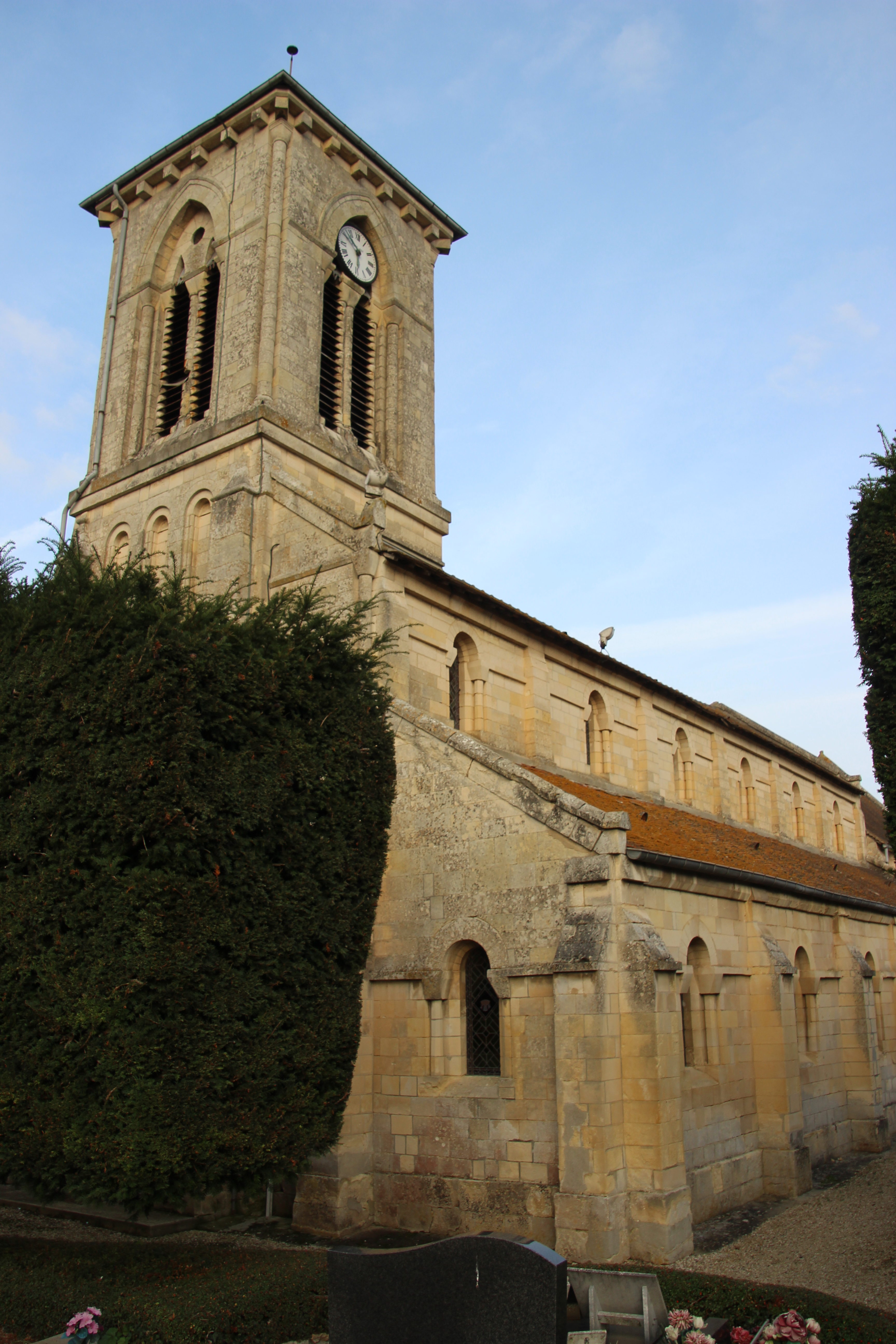
Façade et nef.
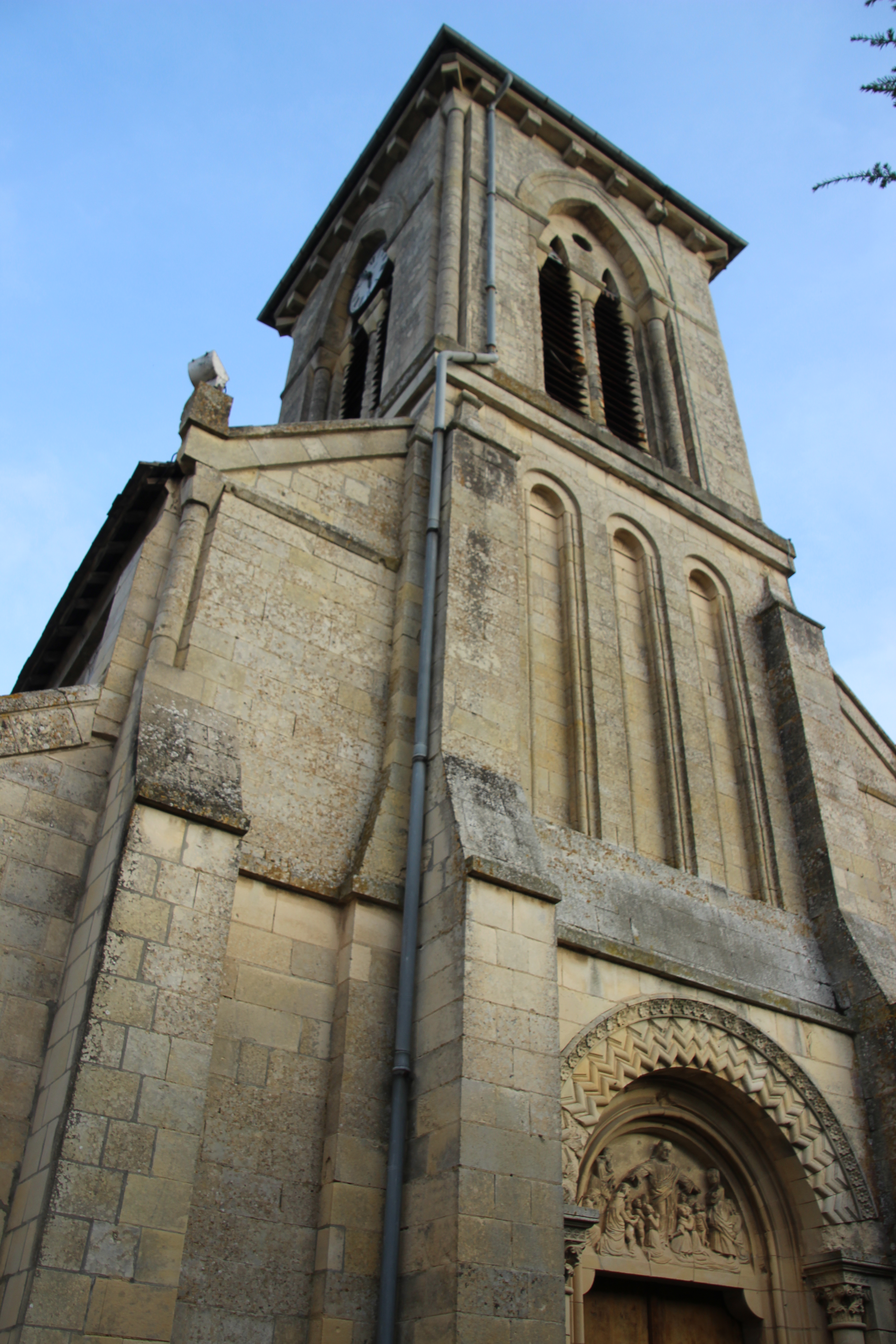
Façade.
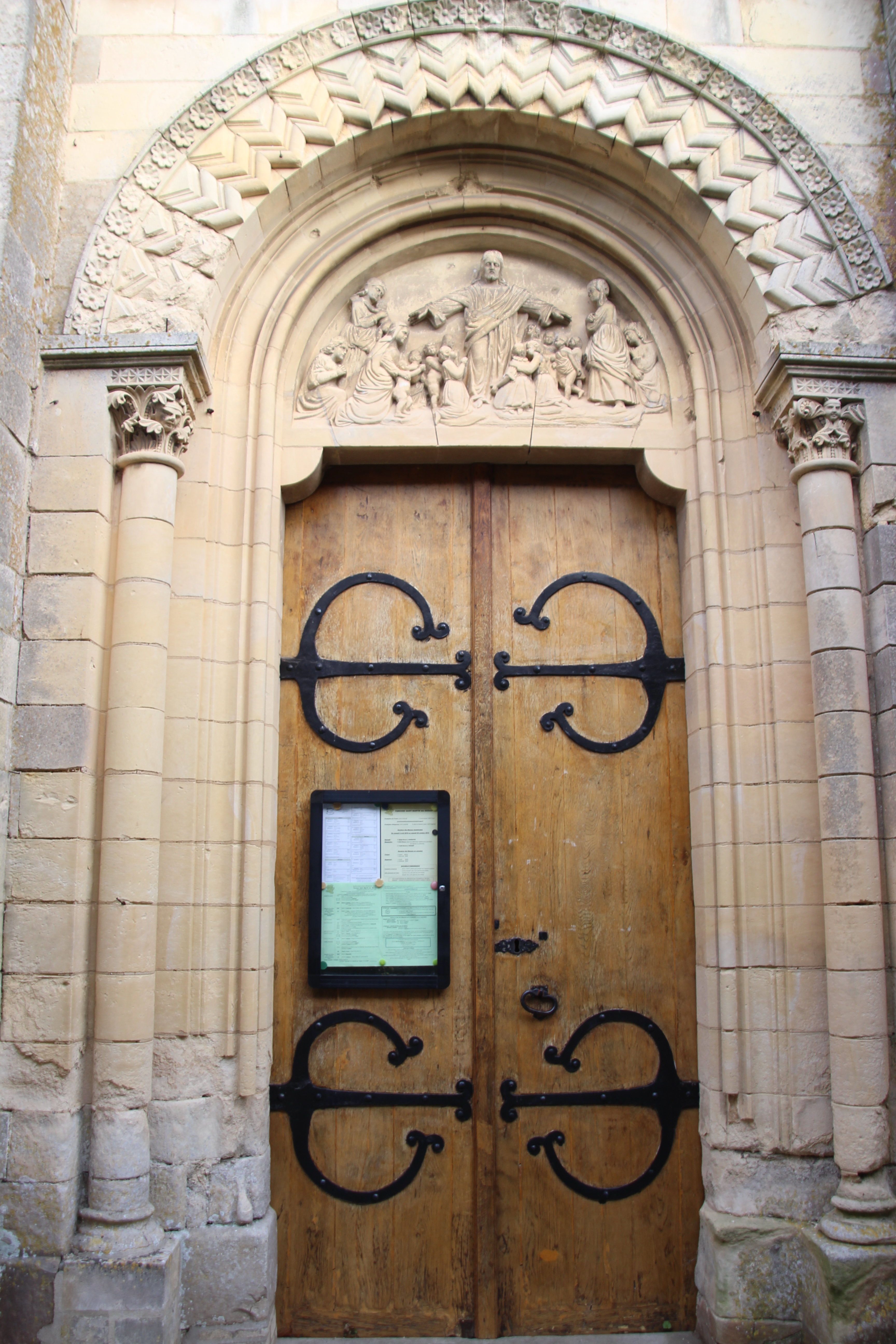
Portail.
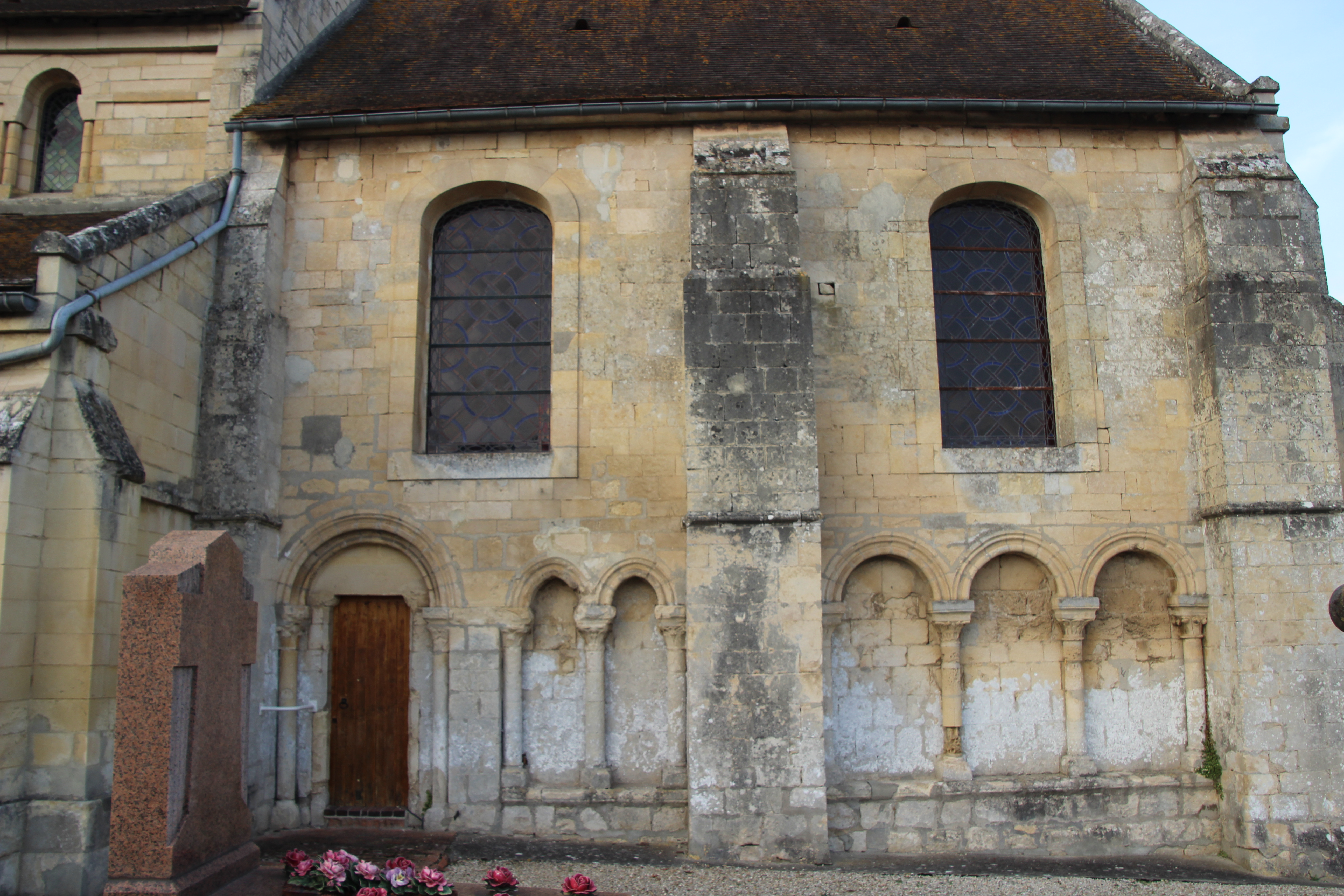
Face sud aux arcatures.
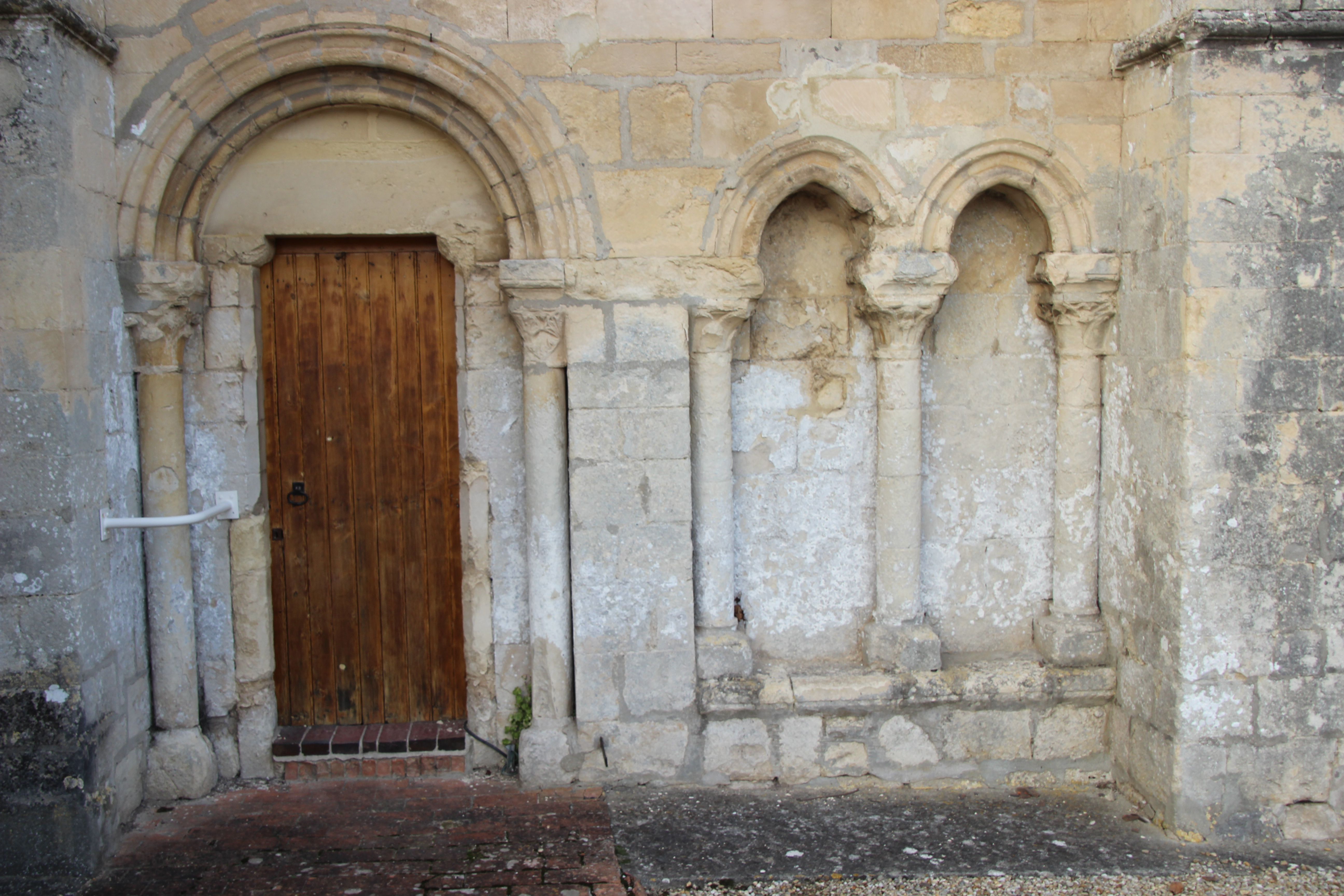
Arcatures aux ogives et porte.
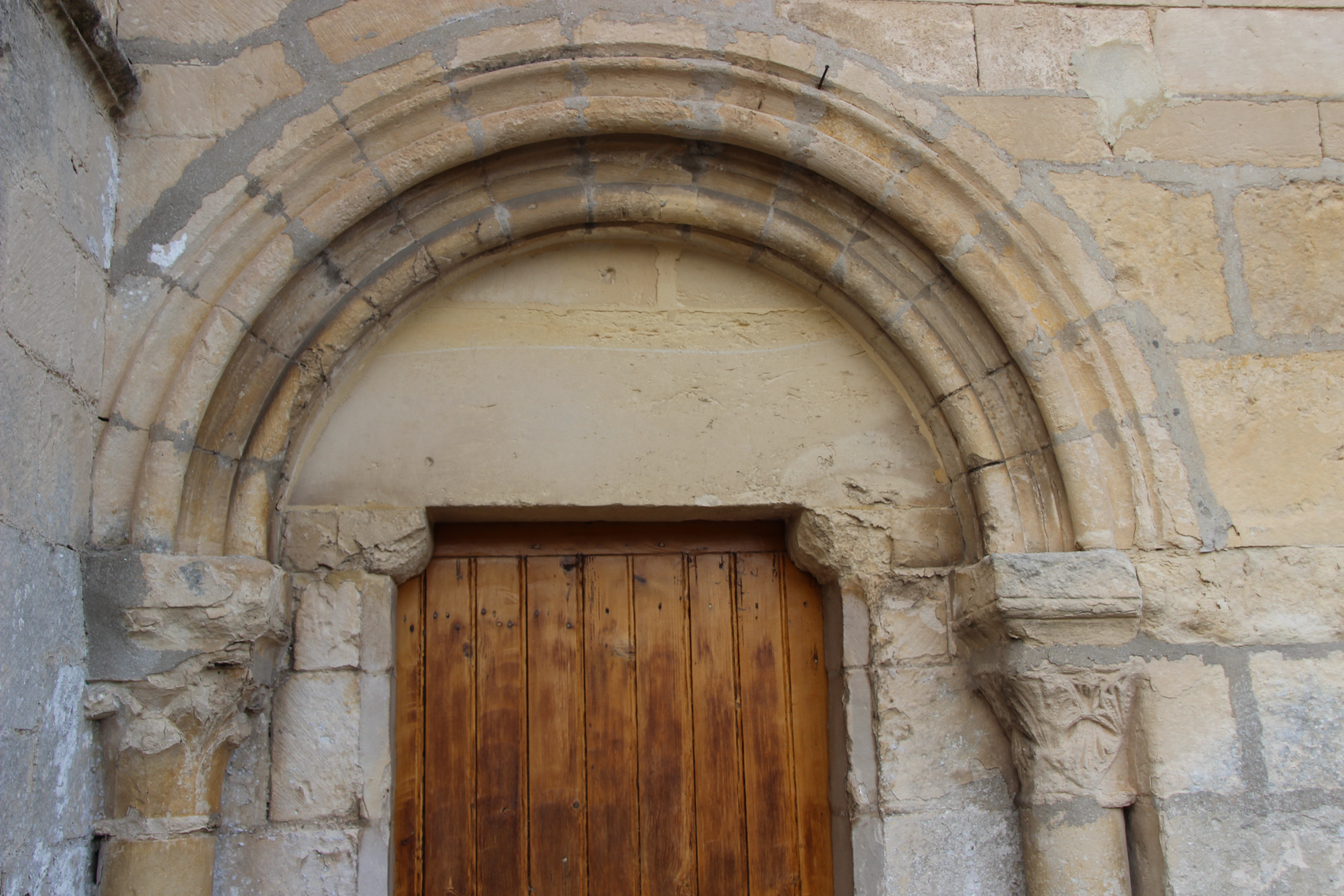
Détail de la porte de la face sud.
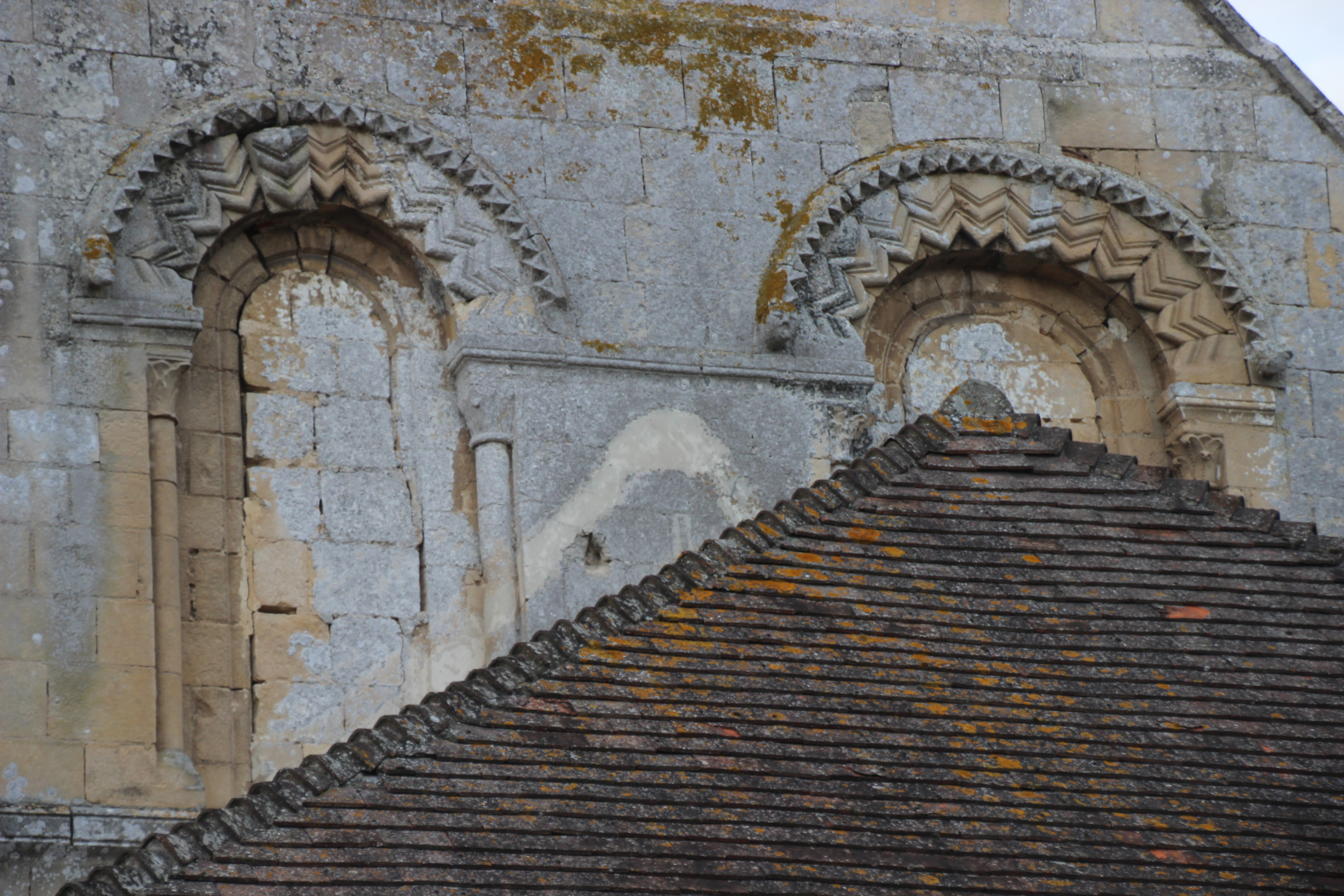
Fenêtres bouchées du chevet.